# Carla Fernandes
Carla Fernandes (sinh ngày 31 tháng 12 năm 1973) là một vận động viên bơi lội người Angola. Bà đã tham gia hai nội dung tại Thế vận hội Mùa hè 1988.